# Bridebridge
Bridebridge är en ort i republiken Irland.   Den ligger i grevskapet County Cork och provinsen Munster, i den södra delen av landet, 200 km sydväst om huvudstaden Dublin. Bridebridge ligger 89 meter över havet och antalet invånare är 203.
Terrängen runt Bridebridge är huvudsakligen platt, men åt nordväst är den kuperad. Runt Bridebridge är det glesbefolkat, med 13 invånare per kvadratkilometer. Närmaste större samhälle är Midleton, 17,2 km söder om Bridebridge. Trakten runt Bridebridge består i huvudsak av gräsmarker.